# Радомисельський Ізраїль Давидович
Ізраїль Давидович Радомисельський (23 квітня (6 травня) 1914, Житомир — 29 січня 1986, Київ) — український радянський вчений у галузі порошкової металургії та металознавства, доктор технічних наук (з 1972 року), професор (з 1972 року), Заслужений діяч науки УРСР.

## Біографія
Народився 23 квітня (6 травня) 1914 року в Житомирі. В 1939 році закінчив Київський індустріальний інститут, працював на промислових підприємствах Києва і Новосибірська, директором технікуму в Новосибірську. Член ВКП (б) з 1945 року. У 1948—1955 роках — в Інституті чорної металургії АН УРСР. З 1955 року — в Інституті проблем матеріалознавства АН УРСР. 

Могила Ізраїля Радомисельського

Помер 29 січня 1986 року. Похований в Києві на Байковому кладовищі.

## Наукова діялтність
Основні праці  в галузі теорії відновлення окислів металів, стійкості проти зношування, а також створення високоміцних конструкційних порошкових матеріалів. Розробив технології одержання залізних і легованих порошків, а також багатьох матеріалів із заданими властивостями. Розроблена під керівництвом Ізраїля Давидовича технологія виробництва порошків і виробів з них послужила основою створення одного з найбільших в Європі заводу порошкової металургії у місті Броварах.
Праці:
- «Прес-форми для порошкової металургії: розрахунок і конструювання». Київ, 1970 (у співавторстві);
- «Конструкційні порошкові матеріали». Київ, 1985 (у співавторстві);
- «Отримання легованих порошків дифузійним методом та їх використання». Київ, 1988 (у співавторстві з С. Г. Напара-Волгіною).

## Відзнаки
Заслужений діяч науки УРСР (з 1975 року). Нагороджений орденом «Знак Пошани», медалями.
Лауреат Державної премії УРСР (1973) та премії Ради Міністрів СРСР в галузі науки (1981).